# Hofanlage Im Dorfe 1
Die Hofanlage Im Dorfe 1 in der niedersächsischen Gemeinde Lilienthal-Klostermoor im Landkreis Osterholz stammt aus dem 17. bis 19. Jahrhundert. Aktuell (2025) wird sie zum Wohnen und gewerblich genutzt.
Die Gebäude stehen unter Denkmalschutz (siehe auch Liste der Baudenkmale in Lilienthal).

## Geschichte und Beschreibung
Lilienthal geht auf die Gründung des Klosters Lilienthal im 13. Jahrhundert zurück. Das Klostermoor liegt im Norden am Rande des Kerns des Ortsteils Lilienthal.
Die Hofanlage auf einem baumbestandenen Areal besteht aus
- dem eingeschossigen traufständigen Wohn- und Wirtschaftsgebäude von 1788 (Inschrift) als Zweiständer-Hallenhaus in Fachwerk mit Steinausfachungen und reetgedecktem Krüppelwalmdach mit Fledermausgaube (Walm am Wirtschaftsgiebel tiefer als am Wohngiebel) sowie Grooter Door mit Korbbogen und drei Fache lange Diele, mit erhaltenem Innengerüst und Wohnteil mit gekuppelten Stielen,[2]
- der Scheune aus dem 19. Jh. in Fachwerk mit Steinausfachungen und reetgedecktem Satteldach sowie mit einer Querdurchfahrt, in den Eckgefachen Rähm-Schwelle mit Streben,[3]
- der kleinen Scheune nördlich des Haupthauses von 1697 (Inschrift) in Ankerbalkenkonstruktion mit reetgedecktem Walmdach; sie wurde unzerlegt um ca. 100 m versetzt.[4]

Das Landesdenkmalamt befand u. a.: „… An der Erhaltung von Wohn-/Wirtschaftsgebäude, zwei Scheunen und umgebendem Grundstück besteht aus geschichtlichen und städtebaulichen Gründen wegen des ortsgeschichtlichen, gebäudetypischen, orts- und hofbildprägenden Zeugniswerts ein öffentliches Interesse … .“